# You (chanson de Kumi Kōda)
Pour les articles homonymes, voir You.
Singles de Kumi Kōda
Promise / Star
(2005) Birthday Eve
(2005)
You est le 19e single de Kumi Kōda sorti sous le label Rhythm Zone le 7 décembre 2005 au Japon. Il atteint la 1re place du classement de l'Oricon. Il se vend à 76 111 exemplaires la première semaine, et reste classé pendant 15 semaines, pour un total de 190 060 exemplaires vendus. C'est le 1er single de Kumi Kōda à arriver à la première place du classement de l'Oricon. You est le 1er single d'une série de 12, un nouveau sort chaque semaine pendant 12 semaines. Sur chaque pochette de ses différents singles, Kumi porte une robe traditionnelle d'un pays; pour You c'est l'Alaska.
- You a été utilisé comme campagne publicitaire pour music.jp et Sweet Kiss a été utilisé comme campagne publicitaire pour LOTTE. You se trouve sur les deux compilations, Best: Second Session et Best: Bounce and Lovers, et sur l'album remix Koda Kumi Driving Hit's 2.
- Le clip You est le premier d'une série de 4, il est suivi de Feel, puis de Lies et enfin de Someday; le tout formant 3 histoires d'amour.

## Liste des titres
Toutes les paroles sont écrites par Kumi Kōda.
| 1. | You                       | Yoko Kuzuya         | 4:52 |
| 2. | Sweet Kiss                | Tōru Watanabe, ats- | 4:04 |
| 3. | You (instrumental)        | Yoko Kuzuya         | 4:53 |
| 4. | Sweet Kiss (instrumental) | Tōru Watanabe, ats- | 4:01 |